# Guru Ram Rai Darbar Sahib
Guru Ram Rai Darbar Sahib hoặc Guru Ram Rai Gurudwara là một đền thờ của đạo Sikh ở Dehradun, Ấn Độ, dành riêng cho Guru Ram Rai, con trai cả của Guru Har Rai, người thứ bảy trong mười Thánh sư Sikh. Guru Ram Rai định cư ở đây với những người theo ông vào giữa thế kỷ 17, sau khi ông bị giáo phái Sikh chính thống trục xuất vì đã dịch sai kinh sách trước hoàng đế Mughal Aurangzeb, để không gây ra sự xúc phạm. Người ta tin rằng thành phố Dehradun được đặt tên từ trại tôn giáo do ông thành lập: một"dera", hoặc trại, trong thung lũng"doon".
Công trình này có ý nghĩa về mặt lịch sử và kiến trúc, vì nó có nhiều đặc điểm kiến trúc của nó, như tháp, mái vòm và vườn, từ kiến trúc Hồi giáo. Trong khi kiến trúc Sikh, nói chung, đã lấy cảm hứng từ các phong cách Mughal. Darbar Sahib độc đáo ở chỗ nó phụ thuộc nhiều vào các yếu tố tạo cho nó vẻ ngoài của một nhà thờ Hồi giáo hơn là một đền thờ Sikh thông thường. Điều này là bất thường trong thế kỷ 17-18, vì vào thời điểm đó, người Sikh thường xung đột với những nhà cai trị Hồi giáo ở Ấn Độ. Ảnh hưởng Hồi giáo là kết quả của mối quan hệ thân mật giữa Guru Ram Rai và hoàng đế Mughal Aurangzeb, người đã cung cấp đất đai và tiền cho địa điểm này.

## Lịch sử
Địa điểm của ngôi đền được thành lập bởi Guru Ram Rai vào giữa thế kỷ 17 sau khi ông bị giáo phái Sikh chính thống trục xuất vì dịch sai một từ trong Adi Granth trước hoàng đế Mughal Aurangzeb. Ông đã thay từ"tín đồ Hồi giáo"bằng"vô tín"để tránh gây xúc phạm. Người ta tin rằng Dehradun, được đặt tên từ trại tôn giáo do ông thành lập: một"dera", hoặc trại, trong thung lũng"doon". Khu phức hợp trung tâm của ngôi đền được hoàn thành vào năm 1699, mười hai năm sau cái chết của Guru Ram Rai và công trình kết cấu hoàn chỉnh đã hoàn thành trong khoảng thời gian từ 1703 đến 1706; công việc tôn tạo và sơn tường được cho là đã tiếp tục rất lâu sau khi hoàn thành cấu trúc. Mata Panjab Kaur, vợ của Guru Ram Rai, giám sát công việc xây dựng và quản lý việc thờ cúng của đền cho đến khi bà qua đời vào năm 1741/42.

## Kiến trúc
Khác với các đền thờ Sikh khác, nhiều đặc điểm kiến trúc của Darbar Sahib có kiến trúc Hồi giáo, được bao quanh bởi một khu vườn kiểu Mughal thu nhỏ. Lăng trung tâm được lấy cảm hứng từ Lăng mộ Jahangir.

### Tranh sơn tường
Các tòa nhà trong khu phức hợp đã từng được trang trí với những bức tranh treo tường theo phong cách Mughal, là ví dụ điển hình của những bức tranh tường quý hiếm được tìm thấy ở Uttarakhand. Nhiều bức tranh bị mất, hoặc đang trong tình trạng kém và cần được bảo quản. Một số bức tranh có từ thế kỷ 17. Từ năm 2004 đến 2014, Khảo sát khảo cổ Ấn Độ đã tiến hành công tác phục hồi các bức tranh tường lịch sử.

## Jhanda Mela

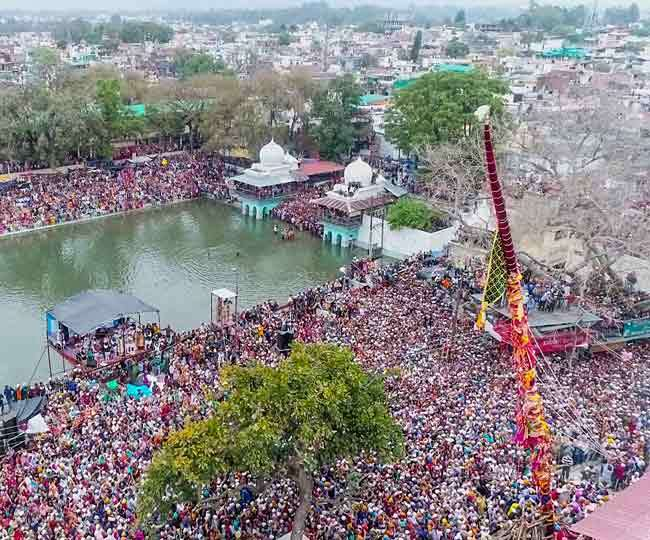
Lá cờ trong Jhanda Mela tại khu vực đền thờ.

Jhanda Mela, nghĩa đen là"lễ hội cờ", là một lễ hội tôn giáo hàng năm diễn ra trong khuôn viên đền thờ; nó được cho là đã được tổ chức từ năm 1676. Nó đánh dấu sự xuất hiện của Guru Ram Rai tại địa điểm này và bắt đầu năm ngày sau lễ hội Holi và tiếp tục cho đến Rama Navami. Lá cờ biểu tượng là một thân cây cao hàng trăm feet được bọc trong các lớp quần áo. Trong lễ hội, các tín đồ, những người đến từ khắp Ấn Độ và nước ngoài, tập trung tại đền với số lượng lớn.